# École supérieure Sainte-Anne de Pise
Pour les autres articles nationaux ou selon les autres juridictions, voir École normale supérieure.
L'École supérieure Sainte-Anne (en italien, Scuola superiore di studi universitari e di perfezionamento Sant'Anna) est un institut universitaire public italien situé à Pise. Il œuvre dans le domaine des sciences appliquées: sciences économiques, sciences juridiques, sciences politiques (classe des sciences sociales) — sciences agraires et biotechnologies, sciences médicales, ingénierie industrielle et de l'information (classe des sciences expérimentales).
La Scuola superiore Sant'Anna de Pise provient de la fusion en 1967 de la Scuola per le Scienze Applicate A. Pacinotti (fondée en 1951) et du prestigieux Collegio Medico-Giuridico entièrement transféré par l'École normale supérieure à la Scuola superiore Sant'Anna de Pise.
Elle forme avec l'université de Pise et l'école normale supérieure de Pise l'un des trois établissements du système universitaire de Pise (en).
Le recteur est le physiologiste Pierdomenico Perata, élu le 8 mai 2013, après la démission de Maria Chiara Carrozza, qui était devenue ministre de l'Éducation, de l'Université et de la Recherche.